# La Escalera, Oaxaca
La Escalera är en ort i Mexiko.   Den ligger i kommunen Coatecas Altas och delstaten Oaxaca, i den sydöstra delen av landet, 400 km sydost om huvudstaden Mexico City. La Escalera ligger 1 669 meter över havet och antalet invånare är 781.
Terrängen runt La Escalera är lite kuperad. Runt La Escalera är det ganska tätbefolkat, med 65 invånare per kvadratkilometer. Närmaste större samhälle är Miahuatlán de Porfirio Díaz, 15,1 km söder om La Escalera. I omgivningarna runt La Escalera växer huvudsakligen savannskog.